# Robert Runcie
Robert Runcie, född 2 oktober 1921 i Birkenhead, Merseyside, död 11 juli 2000 i St Albans, Hertfordshire, var en brittisk anglikansk kyrkoman som var ärkebiskop av Canterbury 1980–1991.

## Biografi
Runcie studerade vid Brasenose College, University of Oxford. Efter ett års studier kallades han in som officer i Scots Guards, där han tjänstgjorde till andra världskrigets slut. Hans enhet landsattes i Normandie under Operation Overlord och han förde befäl över en stridsvagn under striderna på västfronten i krigets slutskede. Han tilldelades Military Cross för tapperhet i mars 1945 och tillhörde de allierade trupper som befriade koncentrationslägret Bergen-Belsen. Efter examen i klassiska studier i Oxford började han på det teologiska seminariet Westcott House utanför Cambridge. Han vigdes som diakon 1950 och prästvigdes 1951. Han blev biskop av St Albans 1970. Som ärkebiskop av Canterbury från 1980 kom han i konflikt med Margaret Thatchers regering, bland annat för uttalanden om Falklandskriget, för en kyrkorapport om sociala problem i stadskärnorna, och för utnämningen av David Jenkins till biskop trots avvikande teologiska uppfattningar.
Runcie var den förste som blev utnämnd till denna titel av Church Crown Appointment Commission (grundad 1977) istället för som tidigare på grund av politisk konsultation och förslag från premiärministern. Han förespråkade att frånskilda skulle få gifta om sig genom kyrklig vigsel och han var även förespråkare för kvinnliga präster. 
Han förrättade vigselceremonin i St Paul's Cathedral 29 juli 1981 under det internationellt mycket uppmärksammade bröllopet mellan prins Charles och lady Diana Spencer. Ceremonin uppskattas ha haft mer än 750 miljoner tv-tittare.
Han var far till författaren James Runcie.